# Dołczanka torbiasta

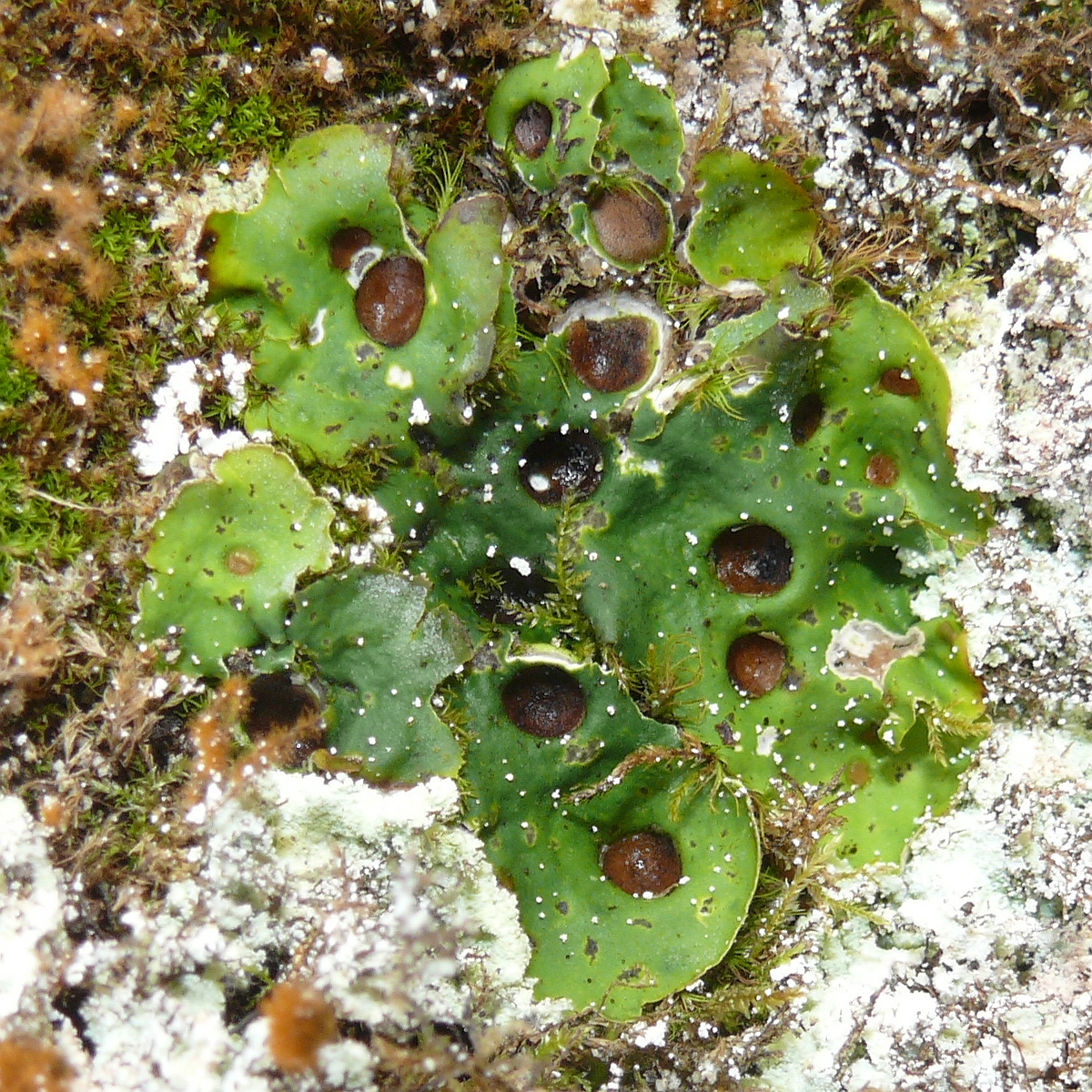

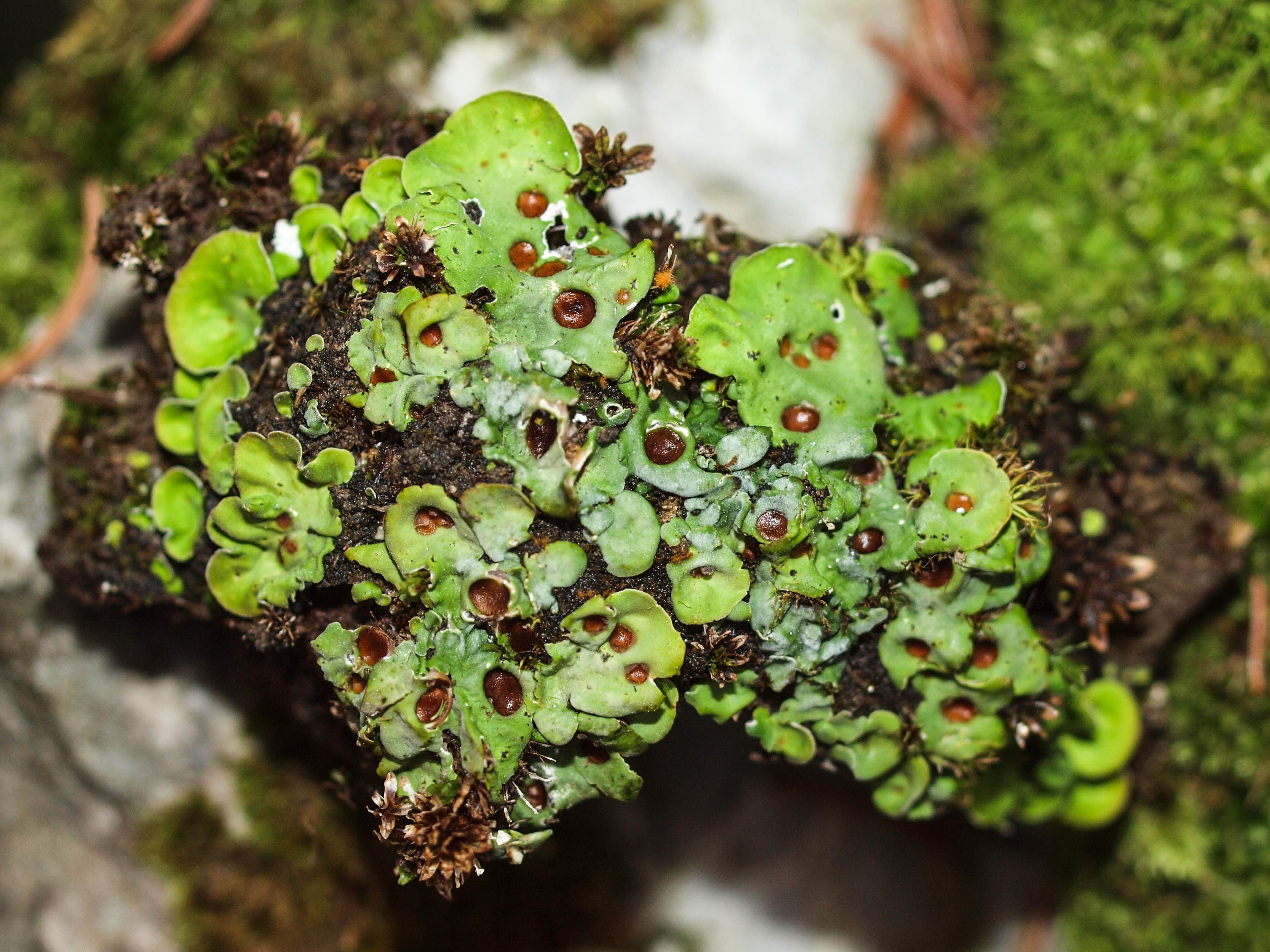

Dołczanka torbiasta (Solorina saccata (L.) Ach.) – gatunek grzybów z rodziny pawężnicowatych (Peltigeraceae). Ze względu na współżycie z glonami zaliczany jest do porostów.

## Systematyka i nazewnictwo
Pozycja w klasyfikacji według Index Fungorum: Solorina, Peltigeraceae, Peltigerales, Lecanoromycetidae, Lecanoromycetes, Pezizomycotina, Ascomycota, Fungi.
Po raz pierwszy takson ten opisany został w 1755 r. przez Linneusza  jako Lichen saccatus. Obecną, uznaną przez Index Fungorum nazwę nadał mu w 1808 r. Erik Acharius.
Synonimy nazwy naukowej:

- Arthonia saccata (L.) Ach. 1806
- Lichen saccatus L., 1755
- Lobaria saccata (L.) Hoffm. 1796
- Peltidea saccata (L.) Ach. 1803
- Peltigera saccata (L.) DC. 1805
- Platysma saccatum (L.) Frege 1812

Nazwa polska według Krytycznej listy porostów i grzybów naporostowych Polski.

## Morfologia
Średnica zazwyczaj do 6 cm, wyjątkowo do 10 cm. Plecha listkowata, o kształcie rozetkowatym lub nieregularnym, głęboko wcinana, lub składająca się z luźnych odcinków.  Górna powierzchnia jest gładka, w stanie suchym szarozielona lub brunatnozielona, w stanie wilgotnym intensywnie zielona. Dolna powierzchnia pilśniowata, biaława, białoróżowawa lub brunatna, bez żyłek, z długimi chwytnikami. Odcinki plechy mają długość 1–3 cm i zaokrąglone końce, są wcinane i płaskie lub pofałdowane, czasami białawo oprószone.
Plecha zawiera dwa gatunki fotobiontów: w górnej warstwie są to glony Coccomyxa, w cefalodiach glony Nostoc. Na górnej powierzchni często występują owocniki. Mają brunatną barwę, średnicę 2–4(5) mm i nie posiadają brzeżka. W jednym worku powstają po 4 dwukomórkowe, brązowe zarodniki. Mają rozmiar 30–60 × 18–28 μm.
Reakcje barwne: wszystkie negatywne.

## Występowanie i siedlisko
Na kuli ziemskiej jest szeroko rozprzestrzeniona. Występuje w Ameryce Północnej, Środkowej i Południowej, Europie, Azji, Afryce, oraz na wielu wyspach. W Europie na północy sięga po północne wybrzeża Grenlandii i archipelag Svalbard. Występuje głównie w wysokich górach i w tundrze. W Polsce w rozproszeniu występuje głównie w górach, na wyżynach i na niżu jest bardzo rzadka. Znajduje się na Czerwonej liście roślin i grzybów Polski. W piśmiennictwie polskim po II wojnie światowej podano stanowiska tego gatunku w Tatrach, Sudetach, Pieninach i na Wyżynie Lubelskiej. Ma status VU – gatunek w sytuacji wysokiego ryzyka wymarcia w stanie dzikim w regionie. W Polsce podlega ścisłej ochronie.
Rozwija się głównie na podłożu wapiennym; w szczelinach skał, na drobnym gruzie, na skarpach, mchach i na ziemi.